# Oleg Koszewoj
Oleg Wasiljewicz Koszewoj (ros. Оле́г Васи́льевич Кошево́й, ur. 8 czerwca 1926 w Pryłukach, zm. 9 lutego 1943 k. Roweńków) – jeden z organizatorów podziemnej antyniemieckiej organizacji komsomolskiej „Młoda Gwardia”, Bohater Związku Radzieckiego (1943).

## Życiorys
Był narodowości rosyjskiej. Od 1940 mieszkał w Krasnodonie w obwodzie woroszyłowgradzkim (obecnie obwód ługański), uczył się w szkole średniej. Po ataku Niemiec na ZSRR i zajęciu przez Niemców Ukraińskiej SRR brał udział w zakładaniu podziemnej organizacji komsomolskiej „Młoda Gwardia” w Krasnodonie, został jej komisarzem i członkiem sztabu. „Młoda Gwardia” działała pod kierownictwem podziemnej organizacji partyjnej; Koszewoj zorganizował i kierował wieloma akcjami dywersyjnymi przeciw okupantom. W styczniu 1943 organizacja została wykryta przez Niemców; wówczas Koszewoj próbował przedostać się przez linię frontu, jednak został schwytany przez Niemców, a następnie rozstrzelany. Pochowano go w zbiorowej mogile ofiar faszyzmu w Roweńkach.
Uchwałą Prezydium Rady Najwyższej ZSRR z 13 września 1943 został pośmiertnie uhonorowany tytułem Bohatera Związku Radzieckiego i Orderem Lenina. Jego imieniem nazwano kopalnie, sowchozy, szkoły, drużyny pionierskie i stocznię. W Pryłukach postawiono jego pomnik. Aleksandr Fadiejew uczynił go jednym z bohaterów swojej powieści „Młoda Gwardia”, zekranizowanej następnie przez Siergieja Gierasimowa.